# Fredrik Appel
Fredrik Appel (18. august 1884 på Rødding Højskole – 6. november 1962) var en dansk arkitekt.
Fredrik Appel var søn af højskolelærer, redaktør Mathias L. Appel (død 1916) og hustru Sofia f. Hansen (død 1929) og voksede op i et højskolemiljø. Han tog afgang fra Odense Tekniske Skole 1903 og fra Kunstakademiet 1913. Han modtog Statens Stipendium for Haandværkere 1908 og K.A. Larssens Legat 1910. For de midler var han i Tyskland og Østrig-Ungarn 1908 og i Tyskland og Italien 1910. Senere var han i Wien 1922 og 1926. 
Han blev dernæst ansat som ekstraarkitekt ved De danske Statsbaner under Heinrich Wenck 1916, blev arkitektassistent 1919, banearkitekt 1923 og afdelingsarkitekt 1946-49. Han var samtidig forstander for Taastrup Tekniske Skole og Taastrup Handelsskole 1928-39 og drev egen tegnestue 1920-44 i Taastrup og havde her og i Hedehusene et betydeligt byggeri, især borgerlige småvillaer. Appel eksperimenterede ikke, men lagde vægten på en veldisponeret plan og et fordringsløst ydre.
Han var Ridder af Dannebrog og Dannebrogsmand.
Han blev gift 20. september 1908 med Gerda, f. 25. oktober 1886 i Rødby, datter af etatsråd, borgmester Georg Sørensen (død 1916) og hustru Helga f. Simesen (død 1888).

## Værker
- Teknisk Skole i Taastrup (1915, udvidet 1922)
- Dorphs fabrik, Fredensvej 114, Taastrup (1916)
- Valbyvej 29, Taastrup (1916)
- Køgevej 31, Taastrup (1918)
- Hvidesten ved Køgevej (1919)
- Eget hus, Brorsonsvej 7, Taastrup (1920)
- Taastrup Skole, Skolevej 4 (1920 og 1924, udvidet 1929)
- Rødding Højskoles hovedbygning (1920)
- Ansgar Kirke i Hedehusene (1921 og tårn 1940)
- Hans Tausens Kirke og menighedshus i København (sammen med Kristen Gording, 1915-36)
- Mindesmærke på Kollekolle ved Bagsværd for proprietær Grut-Hansen (relief af billedhugger Carl Martin-Hansen)
- Hedehusene Skole (1927)
- Brorsonsvej 5, Taastrup (ca. 1930)
- Beboelsesejendom, Frederikssundsvej 312, Husum (1930-31)
- Beboelsesejendom Køgevej 2A, Taastrup (1935)